# Harry von Meter
Harry von Meter (29 de marzo de 1871 – 2 de junio de 1956) fue un actor cinematográfico de la época del cine mudo. 
Nacido en Malta Bend (Misuri), firmó contrato con la productora cinematográfica Thanhouser Company, sita en la ciudad de Nueva York, en 1912, pasando a American Film Studios uno o dos años más tarde. En total actuó en unos 200 filmes hasta 1929. Quizás es más famoso por su participación en la película Nuestra Señora de París, en la cual encarnaba a Monseñor Neufchatel.
Harry von Meter falleció en 1956 en Sawtelle, en la ciudad de Los Ángeles, California.

## Filmografía

### 1912
- Maud Muller
- The Power of Melody
- The Half-Breed's Way
- The Belle of Bar-Z Ranch
- The Bandit of Tropico

### 1913
- Rose of San Juan
- The Haunted House
- The Idol of Bonanza Camp
- The Oath of Pierre
- The Proof of the Man
- The Snake
- A Forest Romance
- For the Peace of Bear Valley
- Justice of the Wild
- In the Mountains of Virginia
- Calamity Anne's Dream
- At Midnight
- The Occult
- American Born
- Trapped in a Forest Fire
- Personal Magnetism

### 1914
- Destinies Fulfilled
- The Power of Light
- The Son of Thomas Gray
- A Blowout at Santa Banana
- True Western Hearts
- The Cricket on the Hearth
- The Crucible
- The Call of the Traumerei
- A Story of Little Italy
- The Coming of the Padres
- The Certainty of Man
- A Happy Coersion
- The Last Supper
- The Widow's Investment
- David Gray's Estate
- The Story of the Olive
- The Navy Aviator
- Beyond the City
- The Lost Sermon
- Metamorphosis
- Sparrow of the Circus
- The Unmasking
- Nature's Touch
- The Cameo of the Yellowstone
- Feast and Famine
- A Man's Way
- Business Versus Love
- Does It End Right?
- The Trap
- Their Worldly Goods
- The Aftermath
- Break, Break, Break
- The Cocoon and the Butterfly
- His Faith in Humanity
- Billy's Rival
- Jail Birds
- In the Open
- Sweet and Low
- Sir Galahad of Twilight
- Redbird Wins
- Old Enough to Be Her Grandpa
- In the Candlelight
- The Strength o' Ten
- The Sower Reaps

### 1915
- The Unseen Vengeance
- A Golden Rainbow
- The Black Ghost Bandit
- The Legend Beautiful
- Refining Fires
- Coals of Fire
- The Law of the Wilds
- A Heart of Gold
- The Wily Chaperon
- In the Twilight
- She Never Knew
- Heart of Flame
- The Echo
- The Two Sentences
- Competition
- In the Heart of the Woods .... Ben Morgan
- In the Sunlight
- A Touch of Love
- She Walketh Alone
- The Poet of the Peaks
- When Empty Hearts Are Filled
- The Altar of Ambition
- At the Edge of Things
- The Right to Happiness
- A Woman Scorned
- The Honor of the District Attorney
- After the Storm
- The Great Question
- Pardoned
- The End of the Road
- The Buzzard's Shadow

### 1916
- The Other Side of the Door
- The Secret Wire
- The Gamble
- The Man in the Sombrero
- The Broken Cross
- The White Rosette ... Barón Edward/Pierpont Carewe
- Lillo of the Sulu Seas
- True Nobility .... Lord Devlin
- April .... Tim Fagan
- The Release of Dan Forbes
- The Abandonment .... Benson Heath
- The Fate of the Dolphin
- Dust .... John D. Moore
- Youth's Endearing Charm .... John Disbrow
- Dulcie's Adventure  .... Jonas
- The Undertow .... John Morden
- The Love Hermit .... James Bolton
- Lone Star .... John Mattes

### 1917
- Beloved Rogues .... Andrews
- My Fighting Gentleman .... Juez Pembroke
- Whose Wife? .... Claude Varden
- Captain Kiddo  .... Mr. Cross
- Princess Virtue .... Conde Oudoff

### 1918
- A Man's Man .... Ricardo Ruey
- Broadway Love .... Jack Chalvey
- The Kaiser, the Beast of Berlin .... Capt. von Hancke
- The Lion's Claws .... Capt. Bogart
- Midnight Madness (como Harry Van Meter) .... Aaron Molitor
- The Dream Lady .... James Mattison
- His Birthright .... Adm. von Krug
- The Lure of Luxury .... Philip Leswing
- The Man of Bronze .... Trovio Valdez
- The Cabaret Girl (como Harry Van Meter) .... Balvini

### 1919
- The Day She Paid (como Harry Van Meter) .... Leon Kessler
- A Gun Fightin' Gentleman (como Harry Meter) .... Conde de Jollywell
- A Man's Fight .... Jarvis
- The Challenge of Chance (como Harry Van Meter) .... El Capitán
- A Rogue's Romance (como Harry Van Meter) .... Leon Voliere
- The Girl with No Regrets .... Geralld Marbury

### Década de 1920
- The Lone Hand (1920) (como Harry Von Meter) .... Joe Rollins
- Dollar for Dollar (1920) (como Harry Van Meter) .... Victor Mordant
- The Cheater (1920) (como Harry Van Meter) .... Bill Tozeer
- Alias Miss Dodd (1920) (como Harry Van Meter) .... Jerry Dodd
- Under Crimson Skies (1920) (como Harry van Meter) .... Vance Clayton
- The Unfortunate Sex (1920) (como Harry Van Meter) .... James Harrington
- Dangerous Love (1920) .... Gerald Lorimer
- Reputation (1921) (como Harry Van Meter) .... Monty Edwards
- The Beautiful Gambler (1921) (como Harry Van Meter) .... Lee Kirk
- The Heart of the North (1921) .... De Brac
- A Guilty Conscience (1921) (como Harry Van Meteer) .... Vincent Chalmers
- Life's Greatest Question (1921) (como Harry Van Meter) .... Julio Cumberland
- When Romance Rides (1922) .... Bill Cordts
- Putting It Over (1922) (como Harry Van Meter) .... Mark Durkham
- Wildcat Jordan (1922) (como Harry Van Meter) .... Roger Gale
- My Dad (1922) .... The Factor
- The Broadway Madonna (1922) (como Harry Van Meter) .... Dr. Kramer
- Speed King (1923) .... Randolph D'Henri
- Nobody's Bride (1923) .... Morgan
- A Man's Man (1923) .... Ricardo Ruey
- Nuestra Señora de París (1923) (como Harry Van Meter) .... Monseñor Neufchatel
- The Breathless Moment (1924) (como Harry Van Meter) .... Tricks Kennedy
- Sagebrush Gospel (1924) .... Linyard Lawton
- Great Diamond Mystery (1924) .... Murdock
- The Cloud Rider (1925) .... Juan Lascelles
- The Texas Bearcat (1925) .... John Crawford
- Triple Action (1925) .... Eric Prang
- The Flying Mail (1926) (como Harry Van Meter) .... Bart Sheldon
- Kid Boots (1926) (como Harry Van Meter) .... Abogado de Eleanor
- Hour of Reckoning (1927)
- Border Romance (1929) .... Capitán de Rurales